# Skol Sant Erwan
 (janvier 2023).
Si vous disposez d'ouvrages ou d'articles de référence ou si vous connaissez des sites web de qualité traitant du thème abordé ici, merci de compléter l'article en donnant les références utiles à sa vérifiabilité et en les liant à la section « Notes et références ».
L'abbé Armans Ar C'halvez (revue d'étude pédagogique intitulée Skol) est le fondateur et le directeur de la première école entièrement en breton, une école catholique, Skol Sant-Erwan (« École Saint-Yves »), qui dura de 1958 à 1961, à Plouézec, entre Saint-Brieuc et Paimpol. L'abbé dut renoncer à son entreprise à la suite des nouvelles lois réglant les rapports des écoles privées et de l'État à partir de 1962 : ces lois ne lui laissaient plus la liberté de choisir son programme d'enseignement.